# Rábaszentmihály

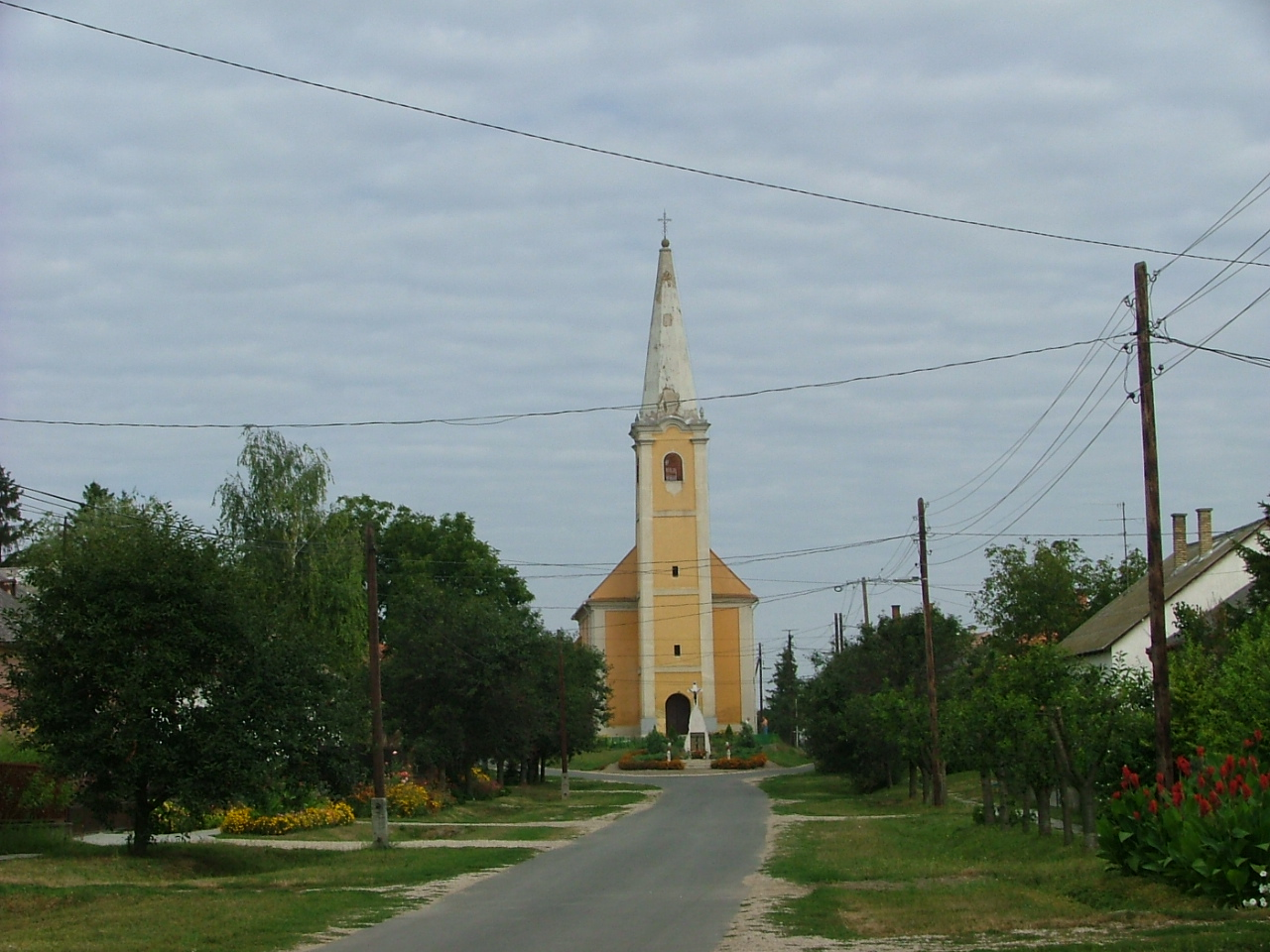
Szent Mihály római katolikus templom

Rábaszentmihály (németül: St. Michael) község Győr-Moson-Sopron vármegyében, a Téti járásban.

## Fekvése
A település a Rába jobb partján fekszik, a folyón átívelő híd mellett; a legközelebbi szomszédja a túlsó parton fekvő Rábacsécsény.

### Megközelítése
A községen, annak főutcájaként végighúzódik a Téttől Lébény térségén át egészen az 1-es főútig vezető 8417-es út, azon közelíthető meg a 83-as és a 85-ös főutak felől is. A déli szomszédságában fekvő Kisbabottal, illetve azon keresztül Rábaszentmiklóssal és Mórichidával a 8421-es út köti össze.
A község menetrend szerinti autóbuszokkal is megközelíthető, valamint – egyénileg vagy csoportosan – a Rába folyón vízi sporteszközökkel is elérhető.
Vasútvonal nem érinti, a legközelebbi vasúti csatlakozási lehetőség a Győr–Sopron-vasútvonal Enese vasútállomása, mintegy 9 kilométerre északra.

## Története
A község Árpád-kori település, mely 2004. év augusztusában  ünnepelte 800 éves fennállását. Az 1204-ből származó oklevél „Rába-földnek” nevezte, amit II. András király Puk Tamás comesnek adományozott. 1234-ben Cseszneky Mihály bakonyi vadgróf határjárást eszközölt, s az erről fennmaradt oklevélben, mint „terra Raba alias Zent Mihal” alakban fordult elő a község elnevezése. 1609-ben ezt a települést is elfoglalta a török. 1627-ben török ura Tobak Saban Ibrahim zaklatása elől a lakosság elmenekült. Ebben az időben már protestáns temploma és lelkésze is volt. A XVII. században a Nádasdyaké volt a falu nagy része.  Nádasdy Ferenc halála után a birtok visszaszállt a koronára, majd az Esterházy-hercegek kapuvári uradalmához tartozott. 1848 előtt úrbéres község. 1859-ben nagy tűzvész pusztított a faluban. Az 1920-as években lakossága 636 főt számlált, de napjainkban a népessége az ötödfélszázat alig haladja meg. A XX. század első felében közigazgatásilag a mórichidai körjegyzőséghez tartozott. A két világháború rengeteg szenvedést okozott a falunak. A halottak emlékét, bár kicsit megkésve, de kőbe véste az utókor. Az ötvenes évtizedektől a termelőszövetkezeti gazdálkodás volt a jellemző, de mára ismét a magángazdálkodás lett az uralkodó.
Rábaszentmihály 1973-tól 1989-ig Rábaújfalu néven egyesítve volt a szomszédos Rábacsécsénnyel. A község elvesztette önálló karakterét. A településnek a rendszerváltás előtti évben sikerült önállóságát visszaszereznie. Legfontosabb tevékenysége az elmaradt vonalas infrastruktúrák kifejlesztése volt.
A településhez tartozik Homoród puszta, mely korábban önálló falu volt. 1372-ben említik először mint a Pokyak birtokrészét.Az 1609-ik összeírásban a Pokyakon kívül Ostffy Jánosnak is volt itt birtoka. A török pusztításainak következtében elnéptelenedett. 1639-ben a gróf Cseszneky család és Miskey István Homoród birtokosai. Később a Márffy, majd a Kisfaludy családoké lett.
A lakosság római katolikus, kisebb része evangélikus vallású. A községre az elmúlt időszak elvándorlása mellett az ingázás is jellemző. A község mezőgazdasági jellegű. Az állattenyésztés és a zöldségfélék termesztése sok családnak biztosít megélhetést. Az e tájra, annyira jellemző uborkázás mellett újabban az őszirózsa szaporítóanyagainak termesztésével is foglalkoznak. A magánvállalkozók nagy része szintén mezőgazdasági vállalkozó. A helységben található a Vadrózsa vendéglő, a Mini ABC és az ÁFÉSZ vegyes boltja is. A település rendelkezik óvodával, az általános iskola alsó tagozatával és van falugondnoka is. A vezetékesvíz-szolgáltatást a győri Pannonvíz Rt. végzi. A vezetékes gázt az ÉGÁZ Rt. szolgáltatja. A konténeres hulladék elszállításáról a Győri Kommunális Szolgáltató Kft. gondoskodik. Az elmúlt években fejezték be a településen az eddigi legnagyobb beruházást a szennyvízcsatorna gyűjtőrendszer kiépítését. Hosszabb távon a csatornázás után a járdák és a közutak rendbetétele fog következni. Az önkormányzat azt reméli, hogy a kistelepüléseknek is fog jutni az EU-s pénzekből, hogy megvalósulhassanak további fejlesztési elképzeléseik is. Főleg azok, melyeket helyi erőforrásokból nem tudnak finanszírozni.
A település fő vonzereje a nevében is szereplő Rába folyó. A falu alkalmas a pihenésre és a Rába-parton a természeti értékekben is gyönyörködni lehet. A folyó itt már lecsendesedik, alsó szakasz jellegűvé válik. A környezet viszonylag természetes állapotában maradt fenn. Partjai a nomád életet kedvelőknek kiválóan alkalmas sátorozásra, fürdésre, strandolásra. Az ártéri erdők barangolásra csábítják a kirándulókat, a folyó, pedig vízi túrázásra. Helyi adottság, hogy egynapos túra tehető a falutól a Rábán lefelé indulva, majd a Marcalon visszatérve a téti út hídjáig. A programok kiegészítésére, gazdagítására szolgálnak a faluban vagy a szomszédos településeken lévő sportpályák is. Itt az újra divatba jött falusi vendégfogadás egyik felfedezendő gyöngyszemét látogathatjuk meg. A halászélet és a pásztorkodás hagyományai még elevenen élnek az idősebbek emlékezetében. A ró-mai katolikus templomot a XVIII. század második felében, barokk stílusban építették. 1859-es tűzvész után újjáépült. Érdekessége, hogy mesterséges dombra épült. A berendezései: a Mária-szobor, az oltárok és a szószék is barokk stílusú.
A Falumúzeum a helység múltjából és a múlt emlékeiből összeállított értékes gyűjteménnyel rendelkezik. Régészeti leletek és néprajzi emlékek vannak itt. Teljes épségben maradt meg a középkori kézimalom. A múltra jellemző lakások szobai, konyhai és kamrai berendezéseinek hiánytalan együttese is felsorakozik. A szövés és fonás teljes eszköztára is megtalálható itt.
A kulturális élet kiemelkedő színfoltja a Margaréta Dalkör és Citerazenekar, mely több rangos elismerést is magáénak tudhat. Alapítójuk és 2010-ig vezetőjük a megyei szinten is elismert Lakó József tanár úr volt, kinek emléktáblája a citerazenekar próbáinak máig is helyet adó kultúrház bejárata mellett található.

## Közélete

### Polgármesterei
- 1990–1994: Németh Béla (független)[4]
- 1994–1998: Dr. Varga Zsolt (független)[5]
- 1998–2002: Horváth Gábor (független)[6]
- 2002–2006: Horváth Gábor (független)[7]
- 2006–2010: Horváth Gábor (független)[8]
- 2010–2014: Horváth Gábor (független)[9]
- 2014–2019: Horváth Gábor (független)[10]
- 2019–2024: Horváth Gábor (független)[11]
- 2024– : Németh Balázs (független)[1]

A településen a 2024. június 9-i önkormányzati választás után, a polgármester-választás tekintetében nem lehetett eredményt hirdetni, mert szavazategyenlőség alakult ki a hivatalban lévő polgármester, Horváth Gábor és egyik független kihívója, Németh Balázs között. Az emiatt szükségessé vált időközi választást 2024. szeptember 15-én tartották meg, jóval nagyobb arányú választói részvétel mellett, ami – főleg úgy, hogy Horváth Gábor ekkor már el sem indult – Németh Balázs győzelmét eredményezte.

## Népesség
A település népességének változása:
| Lakosok száma | 492  | 495  | 485  | 451  | 466  | 477  | 482  |
|               | 2013 | 2014 | 2015 | 2021 | 2022 | 2023 | 2024 |

A 2011-es népszámlálás során a lakosok 96,8%-a magyarnak, 0,4% cigánynak, 0,4% németnek mondta magát (3% nem nyilatkozott; a kettős identitások miatt a végösszeg nagyobb lehet 100%-nál). A vallási megoszlás a következő volt: római katolikus 78,2%, református 0,8%, evangélikus 11,3%, felekezeten kívüli 0,8% (7,9% nem nyilatkozott).
2022-ben a lakosság 94,6%-a vallotta magát magyarnak, 0,4% cigánynak, 0,2% görögnek, 0,2% németnek, 1,3% egyéb, nem hazai nemzetiségűnek (4,9% nem nyilatkozott; a kettős identitások miatt a végösszeg nagyobb lehet 100%-nál). Vallásuk szerint 56,2% volt római katolikus, 6,4% evangélikus, 0,4% református, 3,9% felekezeten kívüli (33% nem válaszolt).

## Látnivalók
- Rába folyó
- Falumúzeum
- római katolikus templom
- tájjellegű felújított parasztház
- Mária szobor